# AEW Dark
AEW Dark is een professioneel worstel programma dat wordt geproduceerd door de Amerikaanse promotie All Elite Wrestling en wordt uitgezonden via hun YouTube kanaal.  De show wordt gehost in de studio door Tony Schiavone en Dasha Gonzalez.
Nadat de eerste show van AEW Dynamite op TNT in première was gegaan, verklaarde AEW-oprichter Tony Khan dat de niet-rechtstreekse wedstrijden op een of andere manier toch beschikbaar zouden komen. Op 5 oktober 2019 kondigde AEW-voorzitter en worstelaar Cody Rhodes het zusterprogramma van Dynamite, AEW Dark, aan, dat vanaf 8 oktober elke dinsdag zou worden uitgezonden op het YouTube-kanaal van All Elite Wrestling.

## Pro Wrestling
De worstelaars van All Elite Wrestling nemen deel aan deels gescripte verhaallijnen. Ze zijn vrij in het creëren van een "gimmick". De AEW-supersterren bestaan uit onder anderen helden, schurken of minder te onderscheiden personages in gescripte evenementen die spanning opbouwen en culmineren in een worstelgevecht.